# Magnòlies d'acer
Magnòlies d'acer (títol original en anglès: Steel Magnolias) és una pel·lícula estatunidenca de 1989 dirigida per Herbert Ross. El guió, a càrrec de Robert Harling, és una adaptació de la seva pròpia obra de teatre Steel Magnolias (1987), que tracta de la mort de la seva germana. La pel·lícula es va doblar al català.
L'obra ens mostra, entre rialles i llàgrimes, els temors, les esperances i les ganes de viure la vida dels seus personatges, i també amor, dolor, apatia, esperança i pèrdua.

## Argument
Tracta sobre l'estret vincle que s'estableix entre un grup de dones de Chinquapin (una fictícia parròquia de Louisiana), que coincideixen en un centre de bellesa de la localitat i que s'ajuden mútuament a superar els problemes als quals s'han d'afrontar. Així, malgrat ser boniques i delicades com les magnòlies, són fortes i resistents com l'acer.
Annelle Depuy Desoto (Daryl Hannah) arriba al Beauty Parlor, disposada que Tuvy (Dolly Parton), la propietària del centre, la contracti. Shelby (Julia Roberts) és diabètica i està a punt de casar-se. M'Lynn (Sally Field), la mare de Shelby, és força protectora, i s'enfada amb la seva filla quan descobreix que aquesta s'ha quedat embarassada, ja que pateix per la seva salut.

## Repartiment
- Sally Field: M'Lynn Eatenton.
- Dolly Parton: Truvy Jones.
- Shirley MacLaine Louisa "Ouiser" Boudreaux.
- Daryl Hannah: Annelle Dupuy Desoto.
- Olympia Dukakis: Clairee Belcher.
- Julia Roberts: Shelby Eatenton Latcherie.
- Tom Skerritt: Drum Eatenton.
- Sam Shepard: Spud Jones.
- Dylan McDermott: Jackson Latcherie.
- Kevin J. O'Connor: Sammy Desoto.
- Bill McCutcheon: Owen Jenkins.
- Ann Wedgeworth: Aunt Fern.
- Knowl Johnson: Tommy Eatenton.
- Jonathan Ward: Jonathan Eatenton.
- Ronald Young: Drew Marmillion, germà de Clairee.
- Bibi Besch: Belle Marmillion, dona de Drew.
- Janine Turner: Nancy-Beth Marmillion, filla de Drew i Belle i neboda de Clairee.
- James Wlcek: Marshall Marmillion, fill de Drew i Belle i nebot de Clairee.
- Tom Hodges: Louie Jones, fill de Truvy i Spud.

## Al voltant de la pel·lícula
Tot i que l'acció transcorre a Chinquapin (una fictícia parròquia de Louisiana), en realitat es va rodar a Natchitoches (Louisiana).
Julia Roberts, que estava al començament de la seva carrera, va aconseguir el Globus d'Or a la millor actriu secundària i una nominació a l'Oscar en la mateixa categoria, cosa que contrasta amb la duresa amb què Herbert Ross va tractar-la durant el rodatge, al·legant la seva falta d'experiència.

## Premis i nominacions

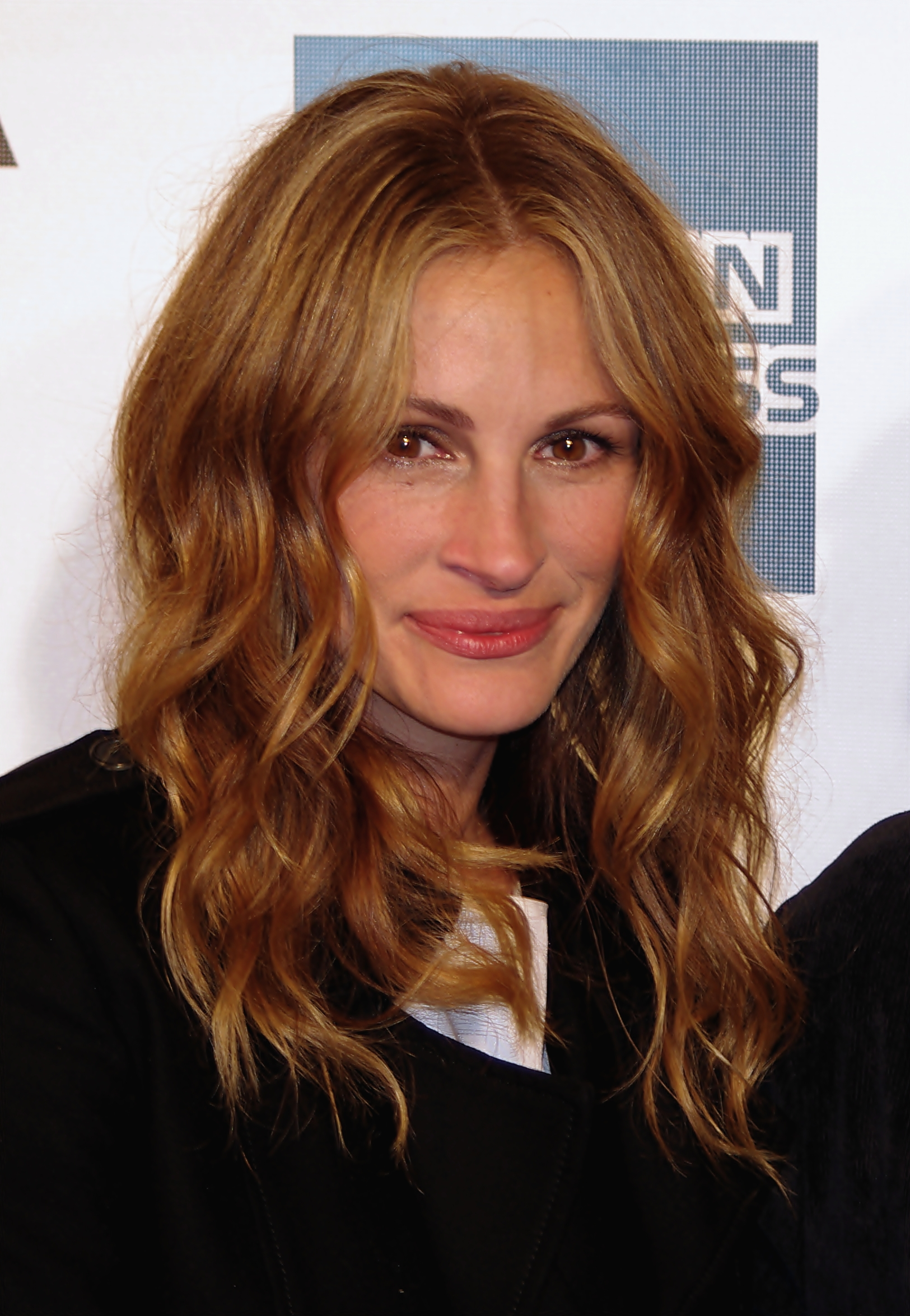
Julia Roberts en una fotografia de 2011.

### Premis
- 1990 - Globus d'Or a la millor actriu secundària: Julia Roberts.
- 1990 - People's Choice Award a la millor pel·lícula dramàtica (juntament amb Batman).

### Nominacions
- 1990 - Oscar a la millor actriu secundària: Julia Roberts.
- 1990 - American Comedy Award a l'actriu secundària més divertida:
  - Olympia Dukakis.
  - Shirley MacLaine.
- 1990 - CFCA Award (Chicago Film Critics Association Awards) a la millor actriu secundària: Shirley MacLaine.
- 1990 - Globus d'Or a la millor actriu dramàtica: Sally Field.
- 1991 - BAFTA a la millor actriu secundària: Shirley MacLaine.